# Соринов, Йосеф
Йосеф Соринов (ивр. יוסף סורינוב‎; 17 мая 1946, Легница, Польша — 1 февраля 2019, Иерусалим) — израильский футболист, вратарь. Выступал за сборную Израиля.

## Биография
В детстве жил в Польше, занимался лёгкой атлетикой, баскетболом, волейболом, футболом. В 18-летнем возрасте переехал с родителями в Израиль. Там поначалу занимался лёгкой атлетикой, ему даже предлагали войти в сборную Израиля в беге на 110 м с барьерами, но он выбрал футбол. В январе 1965 года начал выступать за тель-авивский «Бейтар».
На клубном уровне выступал в чемпионате Израиля за клубы «Бейтар» (Тель-Авив), «Маккаби» (Нетания), «Бейтар» (Иерусалим), «Хапоэль» (Рамат-Ган), «Маккаби» (Тель-Авив). Чемпион Израиля сезона 1970/71 в составе «Маккаби» (Нетания) и сезона 1976/77 в составе «Маккаби» (Тель-Авив), обладатель Кубка Израиля 1976/77. В сезоне 1973/74 не пропускал голов в течение 928 минут.
В национальной сборной Израиля сыграл дебютный матч 17 февраля 1971 года против молодёжной сборной Италии. Всего в 1971—1977 годах сыграл 18 матчей за национальную команду. Участник футбольного турнира Олимпиады-1976 в Канаде, был дублёром Ицхака Виссокера и не сыграл ни одного матча.
В последние годы жизни жил в Иерусалиме и управлял продуктовым магазином.
Скончался в Иерусалиме 1 февраля 2019 года на 73-м году жизни.